# Оттмар Гіцфельд
О́ттмар Гі́цфельд (нім. Ottmar Hitzfeld; *12 січня 1949, Леррах) — німецький футбольний тренер, в минулому — футболіст. В періоди 1998—2004, 2007—2008 тренував мюнхенську «Баварію». У 2008—2014 роках тренував національну збірну Швейцарії.
Народився 12 січня 1949 в німецькому місті Леррах (Lörrach), розташованому біля швейцарського кордону. Опанувавши ази футбольної майстерності в німецьких юнацьких командах, свій перший професійний контракт Гіцфельд підписав у Базелі в 1971 році. Уже рік по тому він у складі «Базеля» став чемпіоном Швейцарії і повторив цей успіх у 1973 році, ставши також найкращим бомбардиром країни. У 1975 році «Базель» завоював кубок Швейцарії. Племінник німецького генерала часів Третього Рейху Отто Гітцфельда.

## Титули

### Як гравець
- Чемпіон Швейцарії (2):

«Базель»: 1971–72, 1972–73
- Володар Кубка Швейцарії (1):

«Базель»: 1974–75

### Як тренер
- Чемпіон Швейцарії (2):

«Грассгоппер»: 1989–90, 1990–91
- Володар Кубка Швейцарії (3):

«Арау»: 1984–85
«Грассгоппер»: 1988–89, 1989–90
- Володар Кубка швейцарської ліги (1):

«Базель»: 1972
- Володар Суперкубка Швейцарії (1):

«Грассгоппер»: 1989
- Чемпіон Німеччини (7):

«Боруссія» (Дортмунд): 1994–95, 1995–96
«Баварія»: 1998–99, 1999–2000, 2000–01, 2002–03, 2007–08
- Володар Кубка Німеччини (5):

«Боруссія» (Дортмунд): 1994–95, 1995–96
«Баварія»: 1999–2000, 2002–03, 2007–08
- Володар Суперкубка Німеччини (2):

«Боруссія» (Дортмунд): 1995, 1996
- Володар Кубка німецької ліги (4):

«Баварія»: 1998, 1999, 2000, 2007
- Переможець Ліги чемпіонів УЄФА (1):

«Боруссія» (Дортмунд): 1996–97
«Баварія»: 2000–01
- Переможець Міжконтинентальний кубок (1):

«Баварія»: 2001

### Особисті
- Найкращий тренер в історії футболу — 13 місце (ESPN)[1]
- Найкращий тренер в історії футболу — 17 місце (World Soccer)[2][3]
- Найкращий тренер в історії футболу — 19 місце (France Football)[4][5][6]